# اسپیس‌اکس استاربیس
استاربیس یک پایگاه فضایی، تولید و توسعه موشک‌های استارشیپ است که در بوکا چیکا، تگزاس، ایالات متحده واقع شده‌است. این پایگاه از اواخر دهه ۲۰۱۰ توسط اسپیس‌اکس، یک صنایع هوافضایی آمریکایی در دست ساخت بوده‌است.

## تاریخچه
گفتگوهای خصوصی بین اسپیس‌اکس و مقامات دولتی در مورد یک سایت پرتاب خصوصی حداقل در اوایل سال ۲۰۱۱ آغاز شد. ایلان ماسک، مدیر عامل اسپیس‌اکس، در سپتامبر ۲۰۱۱ در سخنرانی خود به علاقه‌مندی به یک سایت پرتاب خصوصی برای پرتاب‌های تجاری خود اشاره کرد. این شرکت در اوت ۲۰۱۴ اعلام کرد که تگزاس را به عنوان محل پرتاب اسپیس‌اکس در جنوب تگزاس خود انتخاب کرده‌است. خاک‌برداری پایگاه در سال ۲۰۱۵ آغاز شد و ساخت و ساز عمده تأسیسات در اواخر سال ۲۰۱۸ با آزمایش موتور موشک و آزمایش پرواز در سال ۲۰۱۹ آغاز شد.
نام استاربیس پس از مارس ۲۰۲۱ به‌طور گسترده توسط اسپیس‌اکس مورد استفاده قرار گرفت، زمانی که اسپیس‌اکس برخی از بحث‌ها را به عنوان یک «پرسش گاه به گاه» در مورد ترکیب شهری به نام استاربیس توصیف کرد، و در اوایل سال ۲۰۲۲، نام استاربیس برای تأسیسات اسپیس‌اکس در جنوب تگزاس رایج شده بود. استاربیس گاهی برای توصیف منطقه شبه‌جزیره فرعی بوکا چیکا در اطراف تأسیسات اسپیس‌اکس استفاده می‌شود.

### انتخاب سایت پرتاب و ارزیابی زیست‌محیطی
در آوریل ۲۰۰۷، حداقل پنج مکان بالقوه به‌طور عمومی شناخته شده بودند، از جمله «محل‌هایی در آلاسکا، کالیفرنیا، فلوریدا، تگزاس و ویرجینیا». در سپتامبر ۲۰۱۲، مشخص شد که گرجستان و پورتوریکو نیز به دنبال تأسیسات تجاری جدید اسپیس‌اکس هستند. اداره توسعه مشترک شهرستان کامدن، جورجیا، در نوامبر ۲۰۱۲ به اتفاق آرا به «کاوش در توسعه تأسیسات هوافضایی» در یک سایت ساحلی اقیانوس اطلس برای پشتیبانی از عملیات پرتاب افقی و عمودی رأی داد. سایت اصلی پورتوریکو که در نظر گرفته شده بود، ایستگاه دریایی سابق جاده روزولت بود. تا سپتامبر ۲۰۱۲، اسپیس‌اکس در حال بررسی هفت مکان بالقوه در سراسر ایالات متحده برای سکوی پرتاب تجاری جدید بود. از آن زمان، مکان کاندیدای اصلی برای تأسیسات جدید، قطعه زمینی در مجاورت ساحل بوکا چیکا در نزدیکی براونزویل، تگزاس بود.
در اوایل سال ۲۰۱۳، تگزاس کاندیدای اصلی برای مکان تأسیسات پرتاب تجاری جدید اسپیس ایکس بود، اگرچه فلوریدا، جورجیا و سایر مکان‌ها همچنان در رقابت باقی ماندند. قانونی در تگزاس به منظور ایجاد امکان بسته شدن موقت سواحل ایالتی در طول پرتاب، محدودیت مسئولیت برای سر و صدا و سایر خطرات تجاری فضایی، و همچنین در نظر گرفتن بسته‌ای از مشوق‌ها برای تشویق اسپیس‌اکس برای استقرار در براونزویل، تگزاس ارائه شد. برآوردهای اقتصادی سال ۲۰۱۳ نشان داد که اسپیس‌اکس تقریباً ۱۰۰ میلیون دلار آمریکا در توسعه و ساخت این تأسیسات سرمایه‌گذاری کرده‌است یک بسته تشویقی ۱۵ میلیون دلاری آمریکا توسط قانون‌گذار تگزاس در سال ۲۰۱۳ تصویب شد.
در آوریل ۲۰۱۲، دفتر حمل و نقل فضایی تجاری اداره هوانوردی فدرال اعلامیه‌ای را برای انجام بیانیه تأثیرات زیست‌محیطی و جلسات عمومی در محل پرتاب جدید، که در شهرستان کامرون، تگزاس واقع خواهد شد، آغاز کرد. خلاصه سپس نشان داد که سایت تگزاس تا ۱۲ پرتاب تجاری در سال را پشتیبانی می‌کند، از جمله دو پرتاب فالکون هوی. اولین جلسه عمومی در می ۲۰۱۲ برگزار شد، و اداره هوانوردی فدرال بیانیه بیانیه تأثیر محیطی (EIS) را برای مکان در جنوب تگزاس در آوریل ۲۰۱۳ منتشر کرد. جلسات عمومی در مورد بیانیه EIS در براونزویل برگزار شد و پس از آن یک دوره نظر عمومی که در ژوئن ۲۰۱۳ به پایان رسید، برگزار شد. بیانیه EIS سه قطعه زمین را به مساحت ۱۲٫۴ جریب فرنگی (۵٫۰ هکتار) شناسایی کرد که به‌طور تصوری برای مرکز کنترل استفاده می‌شد. علاوه بر این، اسپیس‌اکس ۵۶٫۶ جریب فرنگی (۲۲٫۹ هکتار) زمین در مجاورت پایانه بزرگراه ۴ ایالت تگزاس اجاره کرده بود که ۲۰ جریب (۸٫۱ هکتار) از آن برای توسعه منطقه پرتاب عمودی استفاده خواهد شد. باقی‌مانده فضای باز در اطراف تأسیسات پرتاب باقی می‌ماند. در ژوئیه ۲۰۱۴، اداره هوانوردی فدرال رسماً پرونده تصمیم خود را در مورد تأسیسات ساحل بوکا چیکا منتشر کرد و دریافت که «پیشنهاد فناوری‌های اکتشاف فضایی ایلان ماسک هیچ تأثیر قابل توجهی بر محیط زیست نخواهد داشت». این شرکت به‌طور رسمی انتخاب مکان تگزاس را در اوت ۲۰۱۴ اعلام کرد.
در سپتامبر ۲۰۱۳، اداره کل زمین ایالت تگزاس (GLO) و کامرون کانتی توافقنامه‌ای را امضا کردند که در آن نحوه رسیدگی به تعطیلی سواحل به منظور پشتیبانی از برنامه پرتاب اسپیس‌اکس در آینده مشخص شد. هدف از این توافق، توسعه اقتصادی در شهرستان کامرون و حفاظت از حق دسترسی عمومی به سواحل ایالت تگزاس است. بر اساس طرح تگزاس در سال ۲۰۱۳، تعطیلی سواحل مجاز بود اما انتظار نمی‌رفت که حداکثر از ۱۵ ساعت در هر تاریخ تعطیل تجاوز کند، با حداکثر سه پرواز فضایی برنامه‌ریزی شده بین شنبه قبل از روز یادبود و روز کارگر، مگر اینکه GLO تگزاس تأیید کند.
در سال ۲۰۱۹، اداره هوانوردی فدرال ارزیابی مجدد تأسیسات اسپیس‌اکس در جنوب تگزاس و به ویژه  طرح‌های تجدید نظر شده را به دور از یک فرودگاه تجاری به حیاط سفینه فضایی برای ساخت و آزمایش موشک در این مرکز و همچنین پرواز موشک‌های مختلف اسپیس‌اکس تکمیل کرد. در ماه مه و اوت ۲۰۱۹، اداره هوانوردی فدرال گزارشی کتبی با تصمیمی مبنی بر عدم نیاز به بیانیه جدید تکمیلی اثرات زیست‌محیطی (EIS) صادر کرد. در ماه مه ۲۰۲۱، FAA یک پرسش متداول کتبی در مورد بررسی محیطی FAA در مورد عملیات فوق سنگین استارشیپ و سوپرهوی در سایت پرتاب بوکا چیکا منتشر کرد.
در طول سال ۲۰۲۲، اولین آزمایش پرواز یکپارچه استارشیپ به دلیل تأخیر در صدور مجوز توسط اداره هوانوردی فدرال (FAA) به‌طور گسترده به تأخیر افتاد تا یافته‌های مربوط به اثرات زیست‌محیطی را امکان‌پذیر سازد. در ۱۳ ژوئن ۲۰۲۲، FAA اعلام کرد که استاربیس تأثیر قابل توجهی بر محیط‌زیست ایجاد نمی‌کند، با این حال بیش از ۷۵ اقدامی را فهرست کرد که قبل از بررسی برای مجوز پرتاب مداری باید انجام شود. برخی از این اقدامات شامل کمک ۵۰۰۰ دلاری به سازمان‌های غیرانتفاعی حیات وحش در منطقه، اطمینان از بازماندن جاده‌ها در روزهای خاصی از سال و اقداماتی برای محافظت از جمعیت لاک پشت‌های دریایی محلی بود.

## گردشگری
در ژانویه ۲۰۱۶، کنوانسیون جزیره پادره جنوبی و هیئت مشورتی بازدیدکنندگان (CVA) توصیه کرد که شورای شهر جزیره پادره جنوبی «برنامه‌ریزی بیشتر در مورد سایت‌های بالقوه قابل مشاهده اسپیس ایکس را ادامه دهد». فضاپیما باعث بسته شدن ساحل در ساحل بوکا چیکا در طول پرتاب موشک می‌شود. سواحل جزیره پادر جنوبی بسته نیستند.